# Nguyễn Đình Phách
Nguyễn Đình Phách (sinh 1954) nguyên là một chính khách Việt Nam. Ông từng giữ chức Ủy viên Ban Chấp hành Trung ương Đảng Cộng sản Việt Nam khóa X, khóa XI, Bí thư Tỉnh ủy Thái Nguyên, Hưng Yên.

## Thân thế sự nghiệp
Ông sinh ngày 6 tháng 10 năm 1954, quê ở thị trấn Yên Mỹ, huyện Yên Mỹ, tỉnh Hưng Yên. Ông có trình độ chuyên môn Cử nhân kinh tế. Ông trở thành đảng viên của Đảng Cộng sản Việt Nam vào ngày 25 tháng 12 năm 1974.
Nguyễn Đình Phách giữ chức Chủ tịch Hội đồng nhân dân tỉnh Hưng Yên từ ngày 23 tháng 12 năm 1999. Ngày 2 tháng 1 năm 2001, ông được bầu làm Phó Bí thư Tỉnh ủy Hưng Yên.
Ngày 22 tháng 1 năm 2006, ông thôi giữ chức vụ Chủ tịch Ủy ban nhân dân tỉnh Hưng Yên và đồng thời được bầu làm Chủ tịch HĐND tỉnh Hưng Yên. Ông là Đại biểu Quốc hội Việt Nam khóa 12 (nhiệm kỳ 2007-2011), thuộc đoàn đại biểu Hưng Yên. Ông từng kinh qua các chức vụ: Bí thư Tỉnh ủy, Chủ tịch HĐND tỉnh Hưng Yên; Trưởng Đoàn ĐBQH tỉnh Hưng Yên; Ủy viên Ủy ban Tài chính, Ngân sách của Quốc hội, Phó Chủ nhiệm Ủy ban Kiểm tra Trung ương.
Tại Đại hội Đảng Cộng sản Việt Nam XI, ông được bầu làm ủy viên Ban Chấp hành Trung ương Đảng Cộng sản Việt Nam khóa XI (2011 – 2016). Từ ngày 1 tháng 5 năm 2011, ông được Thủ tướng Chính phủ Nguyễn Tấn Dũng bổ nhiệm từ chức vụ Phó Chủ nhiệm Ủy ban Kiểm tra Trung ương sang làm Chánh Văn phòng Ban Chỉ đạo Trung ương về phòng, chống tham nhũng. Ông được bổ nhiệm chức vụ Bí thư Tỉnh ủy Thái Nguyên từ tháng 2 năm 2013. Thay thế ông Phạm Xuân Đương, người được bổ nhiệm giữ chức Phó Trưởng ban Kinh tế Trung ương.